# Juan Carlos Oliva
Juan Carlos Oliva (Mequinenza, 4 gennaio 1964) è un allenatore di calcio spagnolo.